# Winzerverein Hagnau

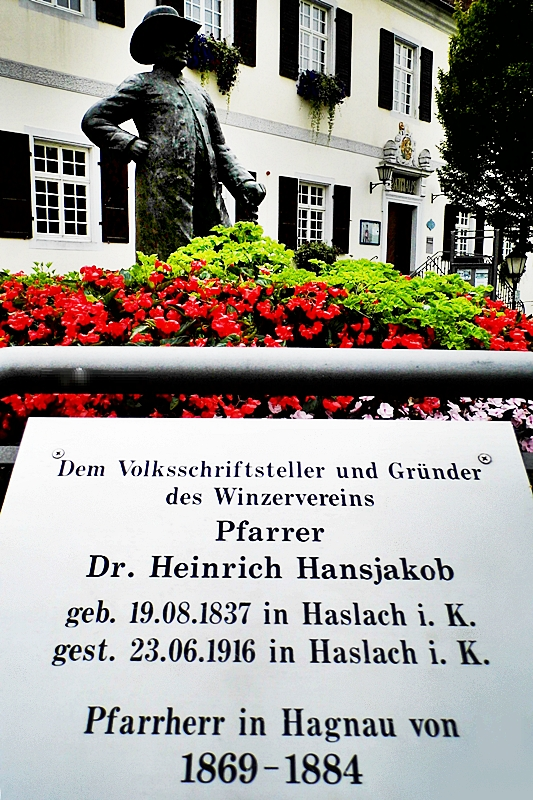
Heinrich Hansjakob, Gründer des Winzervereins Hagnau

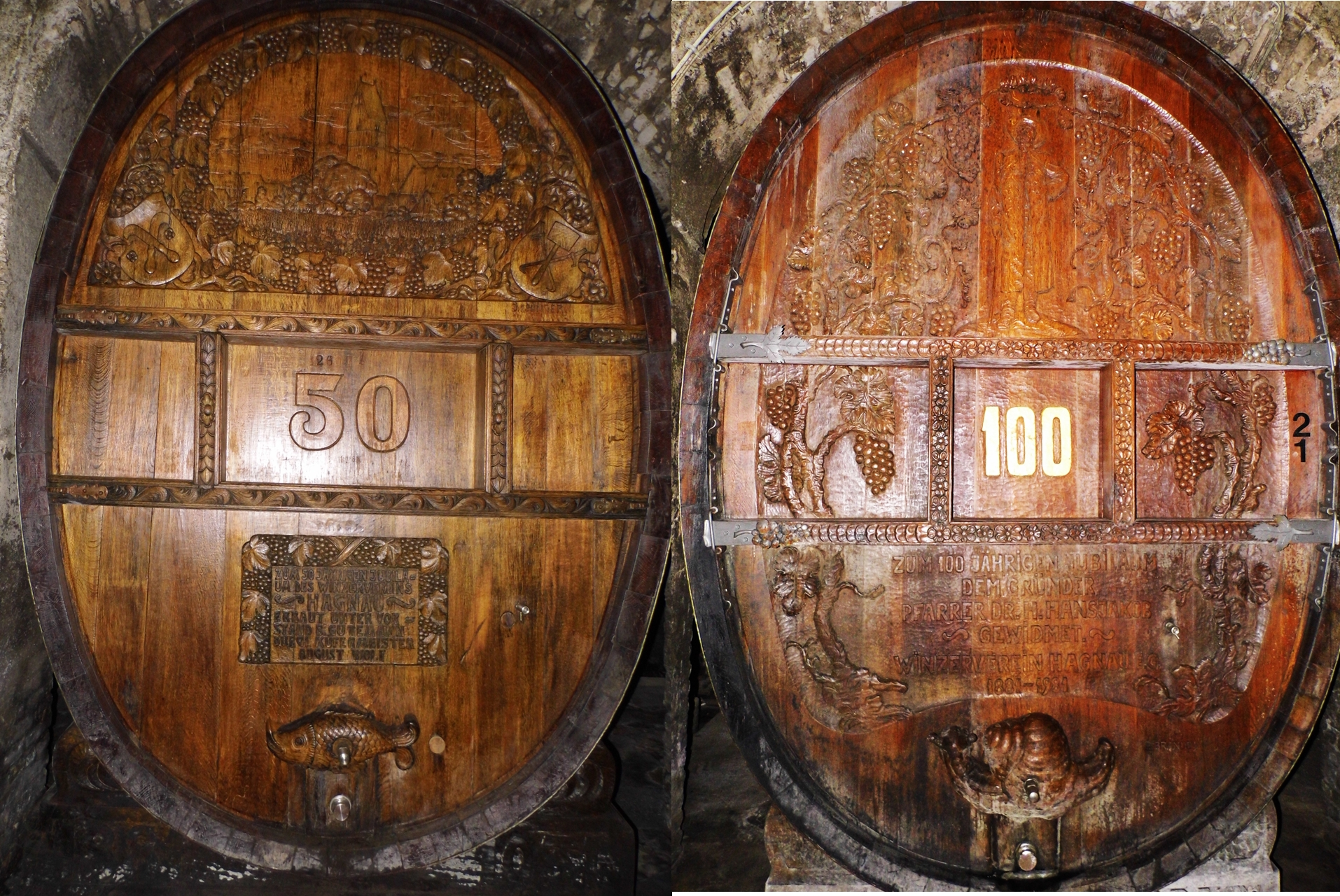
Jubiläumsweinfässer des Winzervereins Hagnau

Der Winzerverein Hagnau ist die älteste Winzergenossenschaft im Weinanbaugebiet Baden mit Sitz in Hagnau am Bodensee. Er bewirtschaftet eine Ertragsrebfläche von 166 Hektar.

## Winzergenossenschaft

### Hagnauer Winzerfamilien
Hagnaus Geschichte ist untrennbar mit dem Weinbau verbunden. Der Ort ist bekannt durch seine ausgedehnten Weinanbaugebiete.
Die Winzergenossenschaft wurde am 20. Oktober 1881 vom Volksschriftsteller und damaligen Pfarrer der Gemeinde, Heinrich Hansjakob, in wirtschaftlicher Notzeit gegründet. Die Winzergenossenschaft, der Winzerverein Hagnau eG, ist die älteste in Baden und die größte am Bodensee, sowohl nach Mitgliedern (97 Winzer aus 52 Winzerfamilien) als auch nach Hektar Rebland (150 Hektar Anbaufläche). Mittlerweile haben sich viele Winzer mit dem Tourismus ein zweites Standbein geschaffen. Die Böden bestehen aus eiszeitlichem Moräneschotter mit Lehm, Sand und Kies auf Süßwassermolasse.

### Immenstaader Winzerfamilien
Der Hagnauer Winzerverein keltert und vermarktet seit 1957 auch die Weine der Immenstaader Winzer aus 14 Familien mit 34 Hektar Anbaufläche. Die Winzerfamilien sind Mitglieder im Winzerverein Hagnau. Die Lagen sind rund um das ehemalige Kloster Hersberg sowie um den eiszeitlichen Moräne-Drumlin Hohberg mit Moräne-Schotter und Lehm als Boden. Die Reben werden umweltschonend angebaut, und zwei Hektar werden nach Bioland-Regeln bewirtschaftet.

### Markdorfer Lage
Weiter bewirtschaftet der Winzerverein Hagnau seit 2019 direkt die Weine des Spitals Markdorf. Sie werden unter der Bezeichnung Markdorfer vermarktet. Es handelt sich um 5,8 Hektar der Einzellage Wangener Halde in Süd-Südwest-Lage auf 485–525 Meter Höhe am Fuße des Gehrenberges. Die Reblagen sind bis zu 40 % steil. Angebaut werden Spätburgunder Rotwein, Grauer Burgunder und Müller-Thurgau auf lehmigen Böden mit Kies und auf steinigen humusarmen Böden. Die Lagen sind bis zu 40 % steil.

## Weinlagen
Die Lagen sind: Sonnenufer (Großlage) und Hagnauer Burgstall. An- und ausgebaut werden Müller-Thurgau (40 %), Blauer Spätburgunder (40 %), Grauburgunder/Ruländer 9 %, Weißburgunder 3 %, Bacchus 2 %, Kerner 2 % sowie Sauvignon Blanc, Auxerrois, der pilzresistente Regent und Rotweinrebsorten im Versuchsanbau.

## Weinproduktion

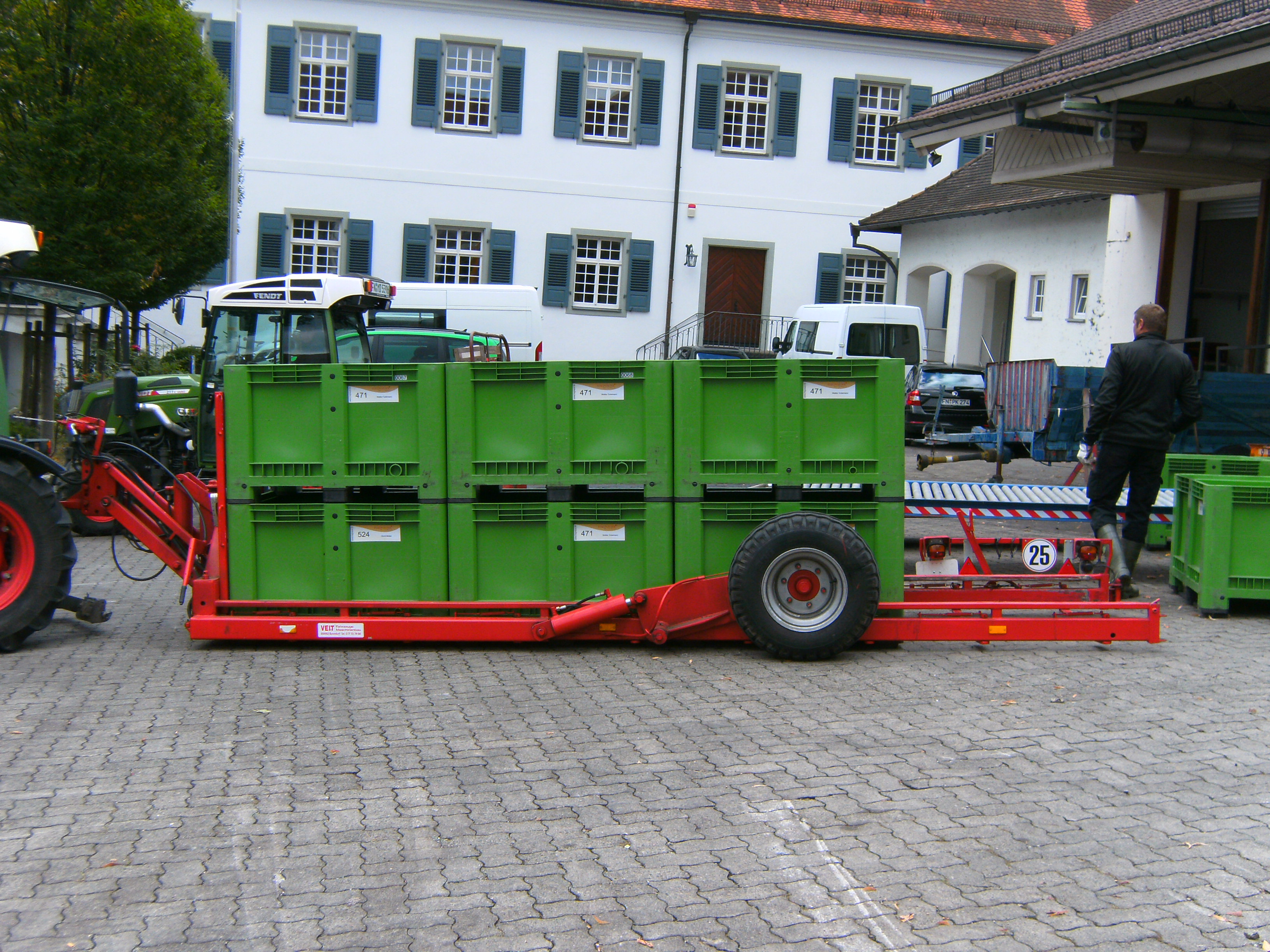
Hagnau am Bodensee, Winzerverein Hagnau: Anlieferung der Weintrauben in Paletten

Der Weinbau wird „kontrolliert umweltschonend“ und ertragsreduziert betrieben. Die Weinbergböden werden bepflanzt und die Weinlese von Hand vorgenommen. Gegen den Mehltau werden einerseits Fungizide eingesetzt, andererseits pilzresistente Rebsorten (zum Beispiel Regent) entwickelt. Neben den Qualitätsweinen wird auch Beerenauslese gekeltert.
Acht Hektar Reben werden seit 2017 nach Demeter Richtlinien im Bio-Weinbau bewirtschaftet. Es werden biodynamische Präparate und Heilpflanzen eingesetzt.

## Standorte

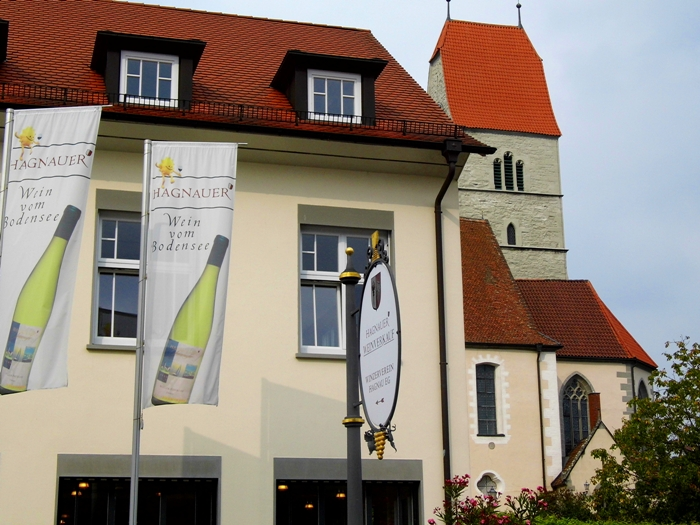
Vertriebsgebäude des Winzervereins Hagnau, Strandbadstraße 7

Die Kellerei des Winzervereins befindet sich seit 1882 in der Straße Im Hof im Gebäudekeller des ehemaligen Klosterhofs (Hofmeisterei) des Benediktinerklosters Weingarten. Für den Vertrieb wurde nach dem Zweiten Weltkrieg ein neues Gebäude in der Strandbadstraße 7 unterhalb der Pfarrkirche St. Johann Baptist erstellt. Der Winzerverein unterhält einen historischen Holzfasskeller und ein Winzerhaus.

## Auszeichnungen
- 2017: Ehrenpreis des Badischen Weinbauverbandes für den Winzerverein Hagnau. Beste Punktzahl aller am Wettbewerb beteiligten Weinbaubetriebe des Bodensees mit 49 Gold- und 13 Silbermedaillen.[10]
- 2015: Staatsehrenpreis des Landes Baden-Württemberg[11]
- 2018: Staatsehrenpreis der Landesregierung für Spitzenweine im Südwesten.[12]

## Weiterer Weinbau in Hagnau
Es gibt in Hagnau auch noch zwei private Weingüter.

## Filme
- Winzerverein Hagnau von Creativ Mediengruppe bei youtube